# Musketengabel

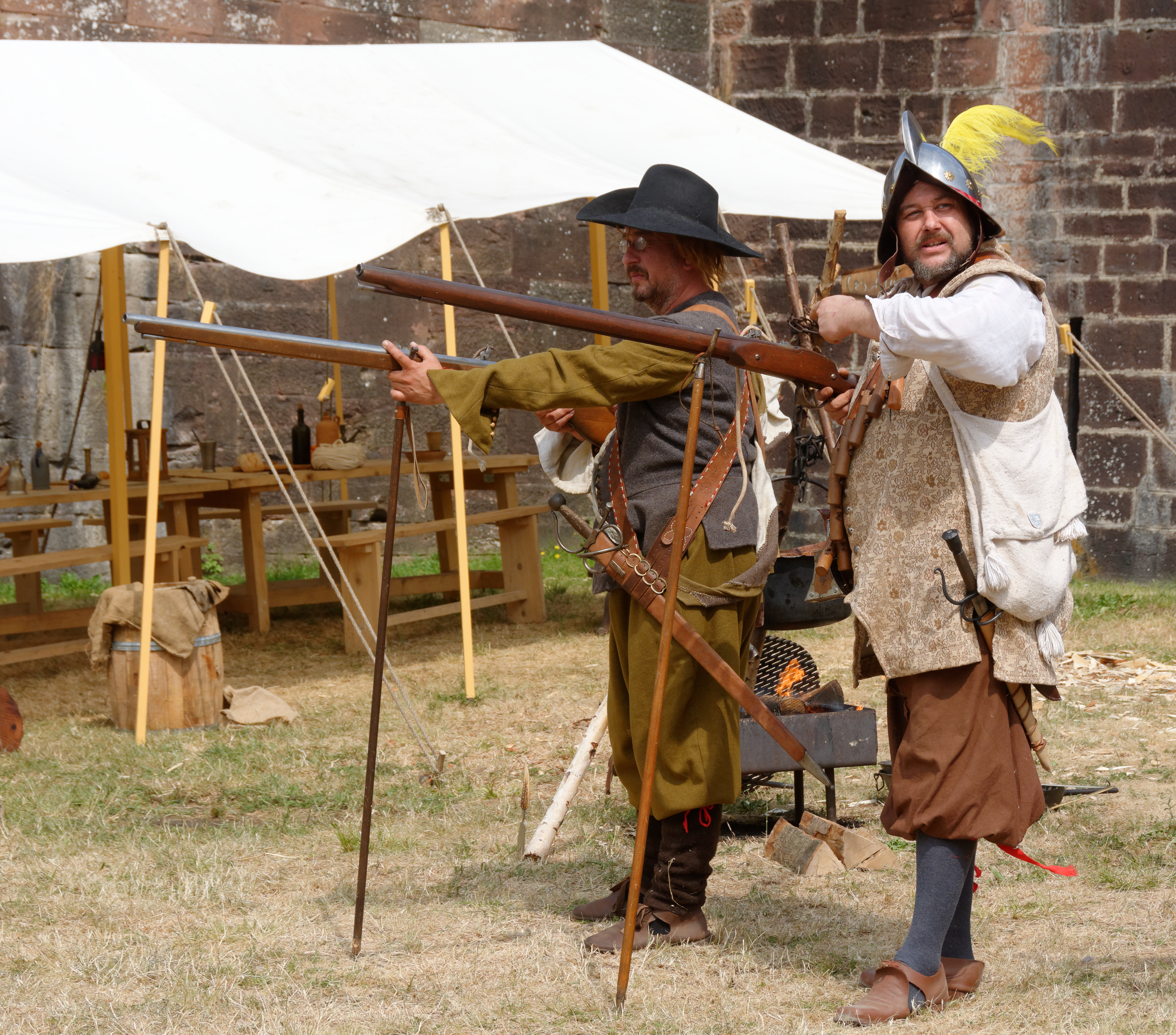
Musketen mit Musketengabeln bei einem Reenactment

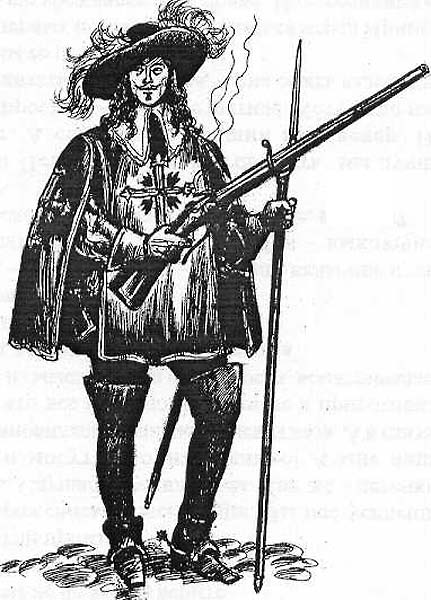
Musketengabel als Nahkampfwaffe

Die Musketengabel bzw. Gabelstock, Stützgabel, oder Gewehrgabel ist die Auflage (Lafette) zum Zielen und Abschuss früher Musketen.
Die ersten in Feldschlachten benutzen Handfeuerwaffen waren kleine Handrohre. Verbesserte Harnische senkten den Nutzwert dieser Handrohre, also entwickelten die Spanier um 1520 die größere Muskete, die sich Mitte des 16. Jahrhunderts in Europa verbreitete.
Da die frühen Musketen jedoch so schwer waren, dass man sie nicht freihändig abschießen konnte, stützte man sie auf die Musketengabel. Diese war etwa 1,2 m lang, hatte einen Schaft aus Holz und eine eiserne Spitze, um diese in den Boden zu stecken. Auf dem Schaft war eine zweizackige Gabel aus Eisen befestigt; in diese wurde die Muskete gelegt. Die tatsächliche Größe der Musketengabel war in der Regel auf die Körpergröße des Schützen angepasst. Bei jedem Ladevorgang musste die Muskete von dem Gabelstock genommen werden. Der Gabelstock blieb dabei im Boden stecken. In steinigen Böden hatten die Musketiere oft Probleme, den Gabelstock tief genug in den Boden zu stecken, damit dieser fest genug verankert war.
Beim Marsch wurde die Muskete über die Schulter gelegt, während der Gabelstock in der Hand gehalten wurde. Alternativ wurde ein Seil oder Riemen unterhalb der Gabel befestigt und die Musketengabel an der Schlinge getragen.
Es gab verschiedene Bestrebungen, die Musketengabel mit einer Blankwaffe für den Nahkampf auszustatten. Es sind verschiedene Exemplare von Stockdegen bekannt, deren Griff als Musketengabel geformt ist. Es gibt auch Kombinationen von Musketengabel und Streithammer. Diese Varianten setzte sich militärisch nicht durch. Bei einer weiteren Variante wurde ein Zinken der Gabel auf etwa 30 cm verlängert und spitz ausgeführt. Die Musketengabel wurde dann von der Schweinsfeder, einem Spieß mit seitlicher Gewehrauflage, teilweise abgelöst.
Im Dreißigjährigen Krieg (1618 bis 1648) führten die Schweden leichtere Musketen ein, so dass der Gabelstock zunehmend seine Funktion verlor.